# Блёза
Блёза или Бре́зов (нем. Blösa; в.-луж. Brězowо файле) — деревня в Верхней Лужице, Германия. Входит в состав коммуны Кубшюц района Баутцен в земле Саксония. Подчиняется административному округу Дрезден.

## География
Располагается на юг от административного центра коммуны Кубшюца у подножия холма Чорнебох (Czorneboh, Čornobóh, 555 м.).
Соседние населённые пункты: на севере — административный центр коммуны Кубшюц, на северо-востоке — деревня Шекецы, на востоке — деревня Соврецы, на юге — деревня Высока и на западе — деревня Зрешин.

## История
Около деревни находится Брезовское городище. Впервые упоминается в 1400 году под наименованием Blesaw.
С 1936 по 1950 года входила в коммуны Зориц. С 1950 года входит в современную коммуну Кубшюц.
В настоящее время деревня входит в состав культурно-территориальной автономии «Лужицкая поселенческая область», на территории которой действуют законодательные акты земель Саксонии и Бранденбурга, содействующие сохранению лужицких языков и культуры лужичан.
Исторические немецкие наименования.
- Blesaw, 1400
- Bleßaw, 1419
- Blese, 1466
- Blesaw, 1534
- Blöse, auch Briesens genannt, 1748
- Ploesa, 1759
- Blösau, 1791

## Население
Официальным языком в населённом пункте, помимо немецкого, является также верхнелужицкий язык.
Согласно статистическому сочинению «Dodawki k statisticy a etnografiji łužickich Serbow» Арношта Муки в 1884 году в деревне проживало 246 человек (из них — 239 серболужичан (97 %)).
| 1834 | 1871 | 1890 | 1910 | 1925 |
| ---- | ---- | ---- | ---- | ---- |
| 110  | 125  | 132  | 110  | 103  |

## Достопримечательности
Памятники культуры и истории земли Саксония
- Каменный дорожный указатель, на дороге в сторону Ришена, 19 век (№ 09251906)
- Каменный памятный знак, Flurstück 37, 1847 год (№ 09251927).
- Каменная набережная у нового моста, 1834 год (№ 09301164).
- Gut Blösa, 18 век (№ 09251926).
- Гостиный дом, Blösa 1, 1757 год (№ 09301160).
- Проезд через амбар, Blösa 1, 1755 год (№ 09301160).
- Мельница, Blösa 12 (bei), 14 (bei); 1748 год (№ 09251254).
- Жилой дом, Blösa 14, 18 век (№ 09253687).
- Земляной подвал, Blösa 14 (bei), 19 век (№ 09301161).
- Жилой дом, Blösa 18, 1850 год (№ 09251925).
- Жилой дом, Blösa 19, 1850 год (№ 09301163).
- Нижняя мельница, Blösa 24, 1840 год (№ 09251904).

Галерея

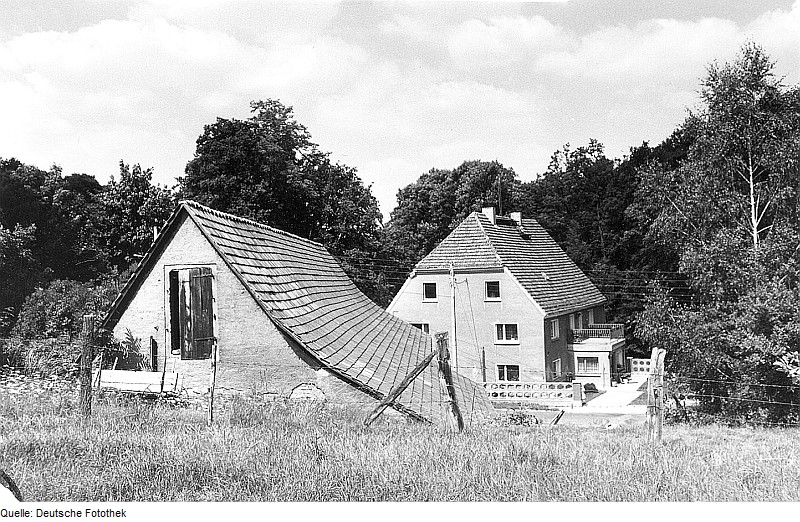
Мельница, Blösa 12 (bei), 14 (bei)
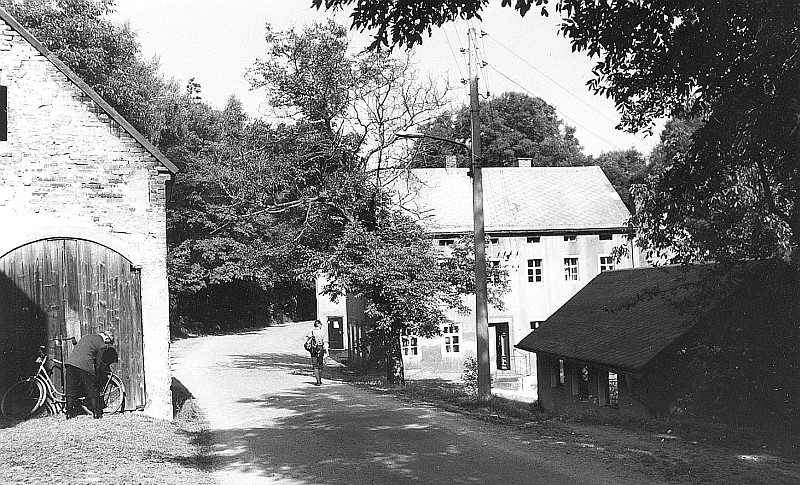
Нижняя мельница, Blösa 24